# Södra Slätskär (Kumlinge, Åland)
Södra Slätskär är en ö i Åland (Finland). Den ligger i Skärgårdshavet och i kommunen Kumlinge i landskapet Åland, i den sydvästra delen av landet. Ön ligger omkring 57 kilometer öster om Mariehamn och omkring 230 kilometer väster om Helsingfors.
Öns area är 5,3 hektar och dess största längd är 330 meter i sydöst-nordvästlig riktning. Ön höjer sig omkring 5 meter över havsytan.